# Vladimir Ossokin
Vladimir Ossokin (Sint Petersburg, 8 januari 1954) was een Sovjet-Russisch wielrenner. 
In Olympische Zomerspelen 1976 won Ossokin olympisch zilver op de ploegenachtervolging.
Ossokin won tijdens de Olympische Zomerspelen 1980 samen met zijn ploeggenoten de gouden medaille op de ploegenachtervolging.

## Resultaten
| Jaar | WK                                   | Olympische Zomerspelen                  |
| ---- | ------------------------------------ | --------------------------------------- |
| 1975 | achtervolging · ploegenachtervolging |                                         |
| 1976 |                                      | 4e achtervolging · ploegenachtervolging |
| 1978 | ploegenachtervolging                 |                                         |
| 1980 |                                      | 5e achtervolging · ploegenachtervolging |
| 1981 | ploegenachtervolging                 |                                         |
| 1983 | ploegenachtervolging                 |                                         |

1908: Jones, Kingsbury, Meredith, Payne ·
1920: Magnani, Carli, Ferrario, Giorgetti ·
1924: De Martini, Dinale, Menegazzi, Zucchetti ·
1928: Facciani, Gaioni, Lusiani, Tasselli ·
1932: Pedretti, Borsari, Cimatti, Ghilardi ·
1936: Nizerhy, Charpentier, Goujon, Lapébie ·
1948: Decanali, Adam, Blusson, Coste ·
1952: Morettini, Campana, de Rossi, Messina ·
1956: Gasparella, Domenicali, Faggin, Gandini ·
1960: Vigna, Arienti, Testa, Vallotto ·
1964: Streng, Claesges, Henrichs, Link ·
1968: Lyngemark, Olsen, Asmussen, Jensen ·
1972: Schumacher, Colombo, Haritz, Hempel ·
1976: Vonhof, Braun, Lutz, Schumacher ·
1980: Manakov, Movtsjan, Ossokin, Petrakov ·
1984: Grenda, Turtur, Nichols, Woods ·
1988: Jekimov, Kasputis, Neljoebin, Oemaras ·
1992: Fulst, Glöckner, Lehmann, Steinweg ·
1996: Capelle, Ermenault, Monin, Moreau ·
2000: Fulst, Bartko, Becke, Lehmann ·
2004: Brown, McGee, Lancaster, Roberts ·
2008: Clancy, Manning, Thomas, Wiggins · 
2012: Burke, Clancy, Kennaugh, Thomas · 
2016: Burke, Clancy, Doull, Wiggins · 
2020: Consonni, Ganna, Lamon, Milan · 
2024:  Bleddyn, Welsford, Leahy, O'Brien